# Orthomecyna metalycia
Orthomecyna metalycia là một loài bướm đêm thuộc họ Crambidae. Nó là loài đặc hữu của Hawaii.